# أندريه الثاني
أندريه الثاني (؟ - 1264) هو ابن الأمير ياروسلاف فسيفولودوفيتش.أمير سوزدال والأمير المعظم في فلاديمير (1248 – 1252).
تم تقاسم السلطة بينه وبين اخيه ألكسندر نيفسكي بحكم من خان الاورطة الذهبية عام 1248، لكن اندريه تمرد على الاورطة ورفض دفع الإتاوة مما ادى إلى غزو المغول لسوزدال وتعيين الكسندر اميرا معظما في فلاديمير عام 1252 . واضطر اندريه بعد ذلك إلى الفرار إلى السويد، ثم عاد إلى روسيا وتم الصلح بينه وبين الكسندر الذي طلب من المغول بان يسمحوا لاندريه بتولي الحكم في سوزدال. وبعد وفاة الكسندر اعتزم اندريه تولي الحكم في فلاديمير مرة أخرى. لكن الخان بيركي منح شهادة الحكم في فلاديمير لياروسلاف الثالث.
1. 1 2  А. А. Кр. (1835). "Андрей Ярославичъ". Энциклопедический лексикон. Том 2, 1835 (بالروسية). 2: 282–283. QID:Q49771858.
2. 1 2  аноним (1890). "Андрей Ярославич". Энциклопедический словарь Брокгауза и Ефрона. Том Iа, 1890 (بالروسية). Iа: 763. QID:Q24332972.